# Verein für Bewegungsspiele Stuttgart 1893 II 2008-2009
Questa voce raccoglie le informazioni riguardanti il Verein für Bewegungsspiele Stuttgart 1893 II nelle competizioni ufficiali della stagione 2008-2009.

## Stagione
Nella stagione 2008-2009 il Stoccarda II, allenato da Rainer Adrion, concluse il campionato di 3. Liga al 11º posto.

## Rosa
| N. |                     | Ruolo | Calciatore           |
| -- | ------------------- | ----- | -------------------- |
| 1  | Germania (bandiera) | P     | Timo Hammel          |
| 2  | Germania (bandiera) | D     | Tobias Feisthammel   |
| 3  | Germania (bandiera) | D     | Joachim Schwabe      |
| 4  | Germania (bandiera) | D     | David Pisot          |
| 5  | Germania (bandiera) | D     | Marijan Kovačević    |
| 7  | Germania (bandiera) | A     | Nico Klotz           |
| 8  | Germania (bandiera) | C     | Martin Dausch        |
| 9  | Germania (bandiera) | A     | Sebastian Hofmann    |
| 10 | Germania (bandiera) | C     | Markus Pazurek       |
| 11 | Germania (bandiera) | A     | Michael Klauß        |
| 13 | Germania (bandiera) | A     | Johannes Rahn        |
| 14 | Germania (bandiera) | C     | Patrick Funk         |
| 15 | Germania (bandiera) | C     | Daniel Didavi        |
| 16 | Germania (bandiera) | C     | Sebastian Rudy       |
| 17 | Germania (bandiera) | C     | Jerry Opoku-Karikari |

| N. |                     | Ruolo | Calciatore        |
| -- | ------------------- | ----- | ----------------- |
| 18 | Germania (bandiera) | D     | Robin Schuster    |
| 19 | Germania (bandiera) | A     | Julian Schieber   |
| 20 | Germania (bandiera) | A     | Andreas Hindelang |
| 21 | Germania (bandiera) | D     | Dubravko Kolinger |
| 22 | Germania (bandiera) | A     | Sven Schipplock   |
| 23 | Germania (bandiera) | D     | Sebastian Enderle |
| 24 | Germania (bandiera) | P     | Sven Ulreich      |
| 25 | Albania (bandiera)  | C     | Shaban Ismaili    |
| 26 | Germania (bandiera) | D     | Sven Schimmel     |
| 27 | Austria (bandiera)  | C     | Clemens Walch     |
| 31 | Germania (bandiera) | P     | Marcel Schmid     |
| 35 | Germania (bandiera) | C     | Christian Träsch  |
| 42 | Germania (bandiera) | D     | Marco Pischorn    |
|    | Germania (bandiera) | P     | Alexander Stolz   |

## Organigramma societario
Area tecnica
- Allenatore: Rainer Adrion
- Allenatore in seconda: Walter Thomae
- Preparatore dei portieri: Thomas Walter
- Preparatori atletici:

## Calciomercato

### Sessione estiva
| Acquisti | Acquisti          | Acquisti      | Acquisti |
| R.       | Nome              | da            | Modalità |
| -------- | ----------------- | ------------- | -------- |
| D        | Sebastian Enderle | Stoccarda U19 |          |
| C        | Shaban Ismaili    | Stoccarda U19 |          |
| D        | David Pisot       | Paderborn     |          |
| A        | Julian Schieber   | Stoccarda U19 |          |
| D        | Sven Schimmel     | Stoccarda U19 |          |
| P        | Marcel Schmid     | Stoccarda U19 |          |
| C        | Boris Vukčević    | Stoccarda U19 |          |
| C        | Clemens Walch     | USK Anif      |          |

| Cessioni | Cessioni           | Cessioni              | Cessioni |
| R.       | Nome               | a                     | Modalità |
| -------- | ------------------ | --------------------- | -------- |
| C        | Boris Vukčević     | Hoffenheim II         |          |
| D        | Steffen Dangelmayr | SGV Freiberg          |          |
| C        | Alexander Farnerud | Brøndby               |          |
| P        | Frank Lehmann      | Eintracht Francoforte |          |
| A        | Matthias Morys     | Stoccarda             |          |
| D        | Anton Pelipetz     | Sonnenhof G.          |          |
| C        | Peter Perchtold    | Norimberga            |          |
| C        | Julian Schuster    | Friburgo              |          |

### Sessione invernale
| Acquisti | Acquisti       | Acquisti  | Acquisti |
| R.       | Nome           | da        | Modalità |
| -------- | -------------- | --------- | -------- |
| C        | Markus Pazurek | TuS Mayen |          |

| Cessioni | Cessioni | Cessioni | Cessioni |
| R.       | Nome     | a        | Modalità |
| -------- | -------- | -------- | -------- |

## Risultati

### 3. Liga

#### Girone di andata
| Arbitro: | Sippel |

|             |           |          |
| Hofmann 38’ | Marcatori | 63’ Haas |

| Arbitro: | Weiner |

|                                 |           |             |
| Ruprecht 23’ Benyamina 34’, 70’ | Marcatori | 77’ Hofmann |

| Arbitro: | Kunzmann |

|                      |           |  |
| Hofmann 83’ Rudy 89’ | Marcatori |  |

| Arbitro: | Schempershauwe |

|            |           |  |
| Müller 57’ | Marcatori |  |

| Arbitro: | Steuer |

|                                         |           |  |
| Didavi 30’, 63’ Rudy 60’ Schipplock 84’ | Marcatori |  |

| Arbitro: | Benedum |

|  |           |                                                            |
|  | Marcatori | 5’, 8’, 57’ Rahn 38’ (aut.) Riemer 86’ Träsch 88’ Schieber |

| Stoccarda 20 settembre 2008, ore 14:00 CEST 7ª giornata | Stoccarda II | 0 – 0 referto | Aalen | Gazi-Stadion auf der Waldau (750 spett.)\| Arbitro: \| Leicher \| |
| Arbitro:                                                | Leicher      |               |       |                                                                   |

| Arbitro: | Valentin |

|                                            |           |                                            |
| Stallbaum 30’ Oehrl 41’, 79’ Ronneburg 71’ | Marcatori | 9’, 50’ Rahn 16’, 52’ Schieber 59’ Hofmann |

| Arbitro: | Stieler |

|              |           |                        |
| Schieber 60’ | Marcatori | 10’ Löning 70’ Kumbela |

| Arbitro: | Pflaum |

|                                          |           |                                            |
| Mann 52’ Gambo 75’ Vaccaro 89’ Rosen 90’ | Marcatori | 8’ Schieber 32’ Didavi 41’ Walch 70’ Klauß |

| Arbitro: | Hammer |

|  |           |                                                         |
|  | Marcatori | 10’ Lawarée 39’ Jovanović 57’ (rig.) Langeneke 82’ Cebe |

| Arbitro: | Fischer |

|  |           |                              |
|  | Marcatori | 27’ Schieber 75’ (rig.) Rudy |

| Arbitro: | Achmüller |

|                 |           |           |
| Rudy 88’ (rig.) | Marcatori | 22’ Grech |

| Arbitro: | Ittrich |

|             |           |                 |
| Beigang 52’ | Marcatori | 25’ (rig.) Rudy |

| Arbitro: | Wenkel |

|                              |           |  |
| Fischer 2’ Schieber 26’, 40’ | Marcatori |  |

| Arbitro: | Gräfe |

|             |           |  |
| Stenzel 58’ | Marcatori |  |

| Arbitro: | Metzen |

|  |           |          |
|  | Marcatori | 11’ Zedi |

| Arbitro: | Schumacher |

|            |           |              |
| Müller 53’ | Marcatori | 83’ Kolinger |

| Arbitro: | Benedum |

|                             |           |  |
| Pazurek 14’, 47’ Dausch 33’ | Marcatori |  |

#### Girone di ritorno
| Arbitro: | Trautmann |

|                |           |  |
| Morys 17’, 56’ | Marcatori |  |

| Arbitro: | Kuhl |

|  |           |                                   |
|  | Marcatori | 38’ Benyamina 62’ Şahin 80’ Biran |

| Arbitro: | Valentin |

|                    |           |  |
| Jerat 22’ Damm 68’ | Marcatori |  |

| Arbitro: | Siebert |

|                        |           |  |
| Kolinger 53’ Klauß 76’ | Marcatori |  |

| Arbitro: | Pflaum |

|                          |           |  |
| Kruppke 21’ Pfitzner 44’ | Marcatori |  |

| Arbitro: | Leicher |

|                                    |           |  |
| Funk 8’ (rig.) Walch 82’ Klauß 90’ | Marcatori |  |

| Arbitro: | Fischer |

|                     |           |         |
| Sailer 65’ Bohl 74’ | Marcatori | 3’ Rahn |

| Arbitro: | Seiwert |

|                       |           |  |
| Kolinger 30’ Rahn 43’ | Marcatori |  |

| Arbitro: | Gorniak |

|            |           |            |
| Krause 89’ | Marcatori | 74’ Didavi |

| Arbitro: | Kempter |

|                                                   |           |  |
| Feisthammel 21’ Gentner 38’ (aut.) Schipplock 89’ | Marcatori |  |

| Arbitro: | Rafati |

|              |           |           |
| Kastrati 38’ | Marcatori | 83’ Walch |

| Arbitro: | Kunzmann |

|                 |           |                                           |
| Rudy 70’ (rig.) | Marcatori | 19’ (rig.), 65’ Fink 68’ (aut.) Kovačević |

| Arbitro: | Hammer |

|            |           |             |
| Fießer 52’ | Marcatori | 73’ Schwabe |

| Arbitro: | Frank |

|             |           |                       |
| Hofmann 26’ | Marcatori | 42’ Bambara 51’ Kreis |

| Arbitro: | Joerend |

|  |           |                                   |
|  | Marcatori | 29’ Rudy 58’ Schipplock 82’ Klauß |

| Arbitro: | Schalk |

|                                            |           |               |
| Hofmann 13’ (rig.) Schieber 44’ Didavi 90’ | Marcatori | 82’ Pagenburg |

| Arbitro: | Ittrich |

|                        |           |               |
| Mayer 39’ Nägelein 84’ | Marcatori | 3’ Schipplock |

| Arbitro: | Bandurski |

|                                 |           |                          |
| Funk 32’ (rig.) Feisthammel 85’ | Marcatori | 10’, 84’ (rig.) Sikorski |

| Arbitro: | Wagner |

|                       |           |           |
| Mayer 51’ Belleri 73’ | Marcatori | 14’ Walch |

## Statistiche

### Statistiche di squadra
| Competizione | Punti | In casa | In casa | In casa | In casa | In casa | In casa | In trasferta | In trasferta | In trasferta | In trasferta | In trasferta | In trasferta | Totale | Totale | Totale | Totale | Totale | Totale | DR  |
| Competizione | Punti | G       | V       | N       | P       | Gf      | Gs      | G            | V            | N            | P            | Gf           | Gs           | G      | V      | N      | P      | Gf     | Gs     | DR  |
| ------------ | ----- | ------- | ------- | ------- | ------- | ------- | ------- | ------------ | ------------ | ------------ | ------------ | ------------ | ------------ | ------ | ------ | ------ | ------ | ------ | ------ | --- |
| 3. Liga      | 49    | 19      | 9       | 4       | 6       | 32      | 20      | 19           | 4            | 6            | 9            | 29           | 30           | 38     | 13     | 10     | 15     | 61     | 50     | +11 |
| Totale       | 49    | 19      | 9       | 4       | 6       | 32      | 20      | 19           | 4            | 6            | 9            | 29           | 30           | 38     | 13     | 10     | 15     | 61     | 50     | +11 |

### Andamento in campionato
| Giornata  | 1  | 2  | 3  | 4  | 5 | 6 | 7 | 8 | 9 | 10 | 11 | 12 | 13 | 14 | 15 | 16 | 17 | 18 | 19 | 20 | 21 | 22 | 23 | 24 | 25 | 26 | 27 | 28 | 29 | 30 | 31 | 32 | 33 | 34 | 35 | 36 | 37 | 38 |
| --------- | -- | -- | -- | -- | - | - | - | - | - | -- | -- | -- | -- | -- | -- | -- | -- | -- | -- | -- | -- | -- | -- | -- | -- | -- | -- | -- | -- | -- | -- | -- | -- | -- | -- | -- | -- | -- |
| Luogo     | C  | T  | C  | T  | C | T | C | T | C | T  | C  | T  | C  | T  | C  | T  | C  | T  | C  | T  | C  | T  | C  | T  | C  | T  | C  | T  | C  | T  | C  | T  | C  | T  | C  | T  | C  | T  |
| Risultato | N  | P  | V  | P  | V | V | N | V | P | N  | P  | V  | N  | N  | V  | P  | P  | N  | V  | P  | P  | P  | V  | P  | V  | P  | V  | N  | V  | N  | P  | N  | P  | V  | V  | P  | N  | P  |
| Posizione | 11 | 17 | 11 | 16 | 8 | 6 | 9 | 8 | 9 | 9  | 10 | 8  | 9  | 9  | 7  | 9  | 10 | 9  | 9  | 9  | 10 | 11 | 10 | 11 | 10 | 10 | 10 | 10 | 9  | 10 | 10 | 11 | 12 | 11 | 8  | 8  | 8  | 11 |

Legenda:

Luogo: C = Casa; T = Trasferta. Risultato: V = Vittoria; N = Pareggio; P = Sconfitta.

### Statistiche dei giocatori
| M. Dausch         | 11 | 1 | 1 | 0 |
| D. Didavi         | 30 | 5 | 3 | 0 |
| S. Enderle        | 25 | 0 | 2 | 0 |
| T. Feisthammel    | 18 | 2 | 2 | 0 |
| M. Fischer        | 7  | 1 | 2 | 0 |
| P. Funk           | 33 | 2 | 6 | 0 |
| T. Hammel         | 2  | 0 | 0 | 0 |
| A. Hindelang      | 12 | 0 | 0 | 0 |
| S. Hofmann        | 23 | 6 | 2 | 0 |
| J. Ikeng          | 14 | 0 | 5 | 0 |
| S. Ismaili        | 9  | 0 | 0 | 0 |
| M. Klauß          | 32 | 4 | 3 | 0 |
| N. Klotz          | 9  | 0 | 0 | 0 |
| D. Kolinger       | 23 | 3 | 5 | 0 |
| M. Kovačević      | 31 | 0 | 1 | 0 |
| J. Opoku-Karikari | 27 | 0 | 0 | 1 |
| M. Pazurek        | 10 | 2 | 3 | 0 |
| M. Pischorn       | 20 | 0 | 5 | 0 |
| D. Pisot          | 27 | 0 | 4 | 0 |
| J. Rahn           | 30 | 7 | 1 | 0 |
| S. Rudy           | 16 | 7 | 3 | 0 |
| J. Schieber       | 18 | 9 | 1 | 0 |
| S. Schimmel       | 4  | 0 | 0 | 0 |
| S. Schipplock     | 31 | 4 | 4 | 1 |
| M. Schmid         | 0  | 0 | 0 | 0 |
| R. Schuster       | 1  | 0 | 0 | 0 |
| J. Schwabe        | 5  | 1 | 0 | 1 |
| A. Stolz          | 0  | 0 | 0 | 0 |
| C. Träsch         | 7  | 1 | 1 | 0 |
| S. Ulreich        | 36 | 0 | 4 | 0 |
| C. Walch          | 20 | 4 | 1 | 0 |